# 福岡県道47号久留米城島大川線
福岡県道47号久留米城島大川線（ふくおかけんどう47ごう くるめじょうじまおおかわせん）は、福岡県久留米市から大川市に至る県道（主要地方道）である。

## 概要
久留米市大石町から大川市大字向島に至る。
全線を通じて筑後川および広川の南側を併走するルートとなっており、久留米市三潴町から久留米市城島町にかけては下流区域で獲れるウナギを使用した専門料理店が多数存在する。また、久留米市と大川市をほぼ直線的に結んでいるため、両市の移動を目的に交通量が多めである。
この県道のちょうど反対側（筑後川の対岸）の神埼市から佐賀市にかけてを佐賀県道・福岡県道19号諸富西島線が通る。
久留米市大善寺町宮本の福岡県道710号宮本大川線との交差点では、交通量が多いにもかかわらず一灯点滅式信号機であった上、右左折しなければいけなかったため、時間帯によっては大川市方面が混雑していた。現在は通常の信号機に取り替えられている。

### 路線データ
- 起点：福岡県久留米市大石町（豆津橋東詰交差点、国道264号交点）
- 終点：福岡県大川市大字向島（大川橋交差点、国道208号交点、福岡県道767号本町新田大川線終点）

## 歴史
- 1993年（平成5年）5月11日 - 建設省から、県道久留米城島大川線が久留米城島大川線として主要地方道に指定される[1]。

## 路線状況

### 重複区間
- 福岡県道754号武島白口線（久留米市安武町武島 - 久留米市安武町武島・安武小学校前交差点）
- 福岡県道710号宮本大川線・福岡県道756号中津白口線（久留米市大善寺町藤吉・若宮橋交差点 - 久留米市大善寺町藤吉・大善寺橋交差点）

### 道路施設

#### 橋梁
- 古賀坂水門橋（金丸川、久留米市）
- 火焼橋（安武川、久留米市）
- 光白橋（久留米市）
- 若谷橋（広川、久留米市）
- 番所橋（山ノ井川、久留米市）
- 宇田貫橋（宇田貫川、久留米市）
- 新田代橋（白井川、久留米市）
- 鐘ヶ江橋（大川市）
- 新橋（新橋川、大川市）

## 地理

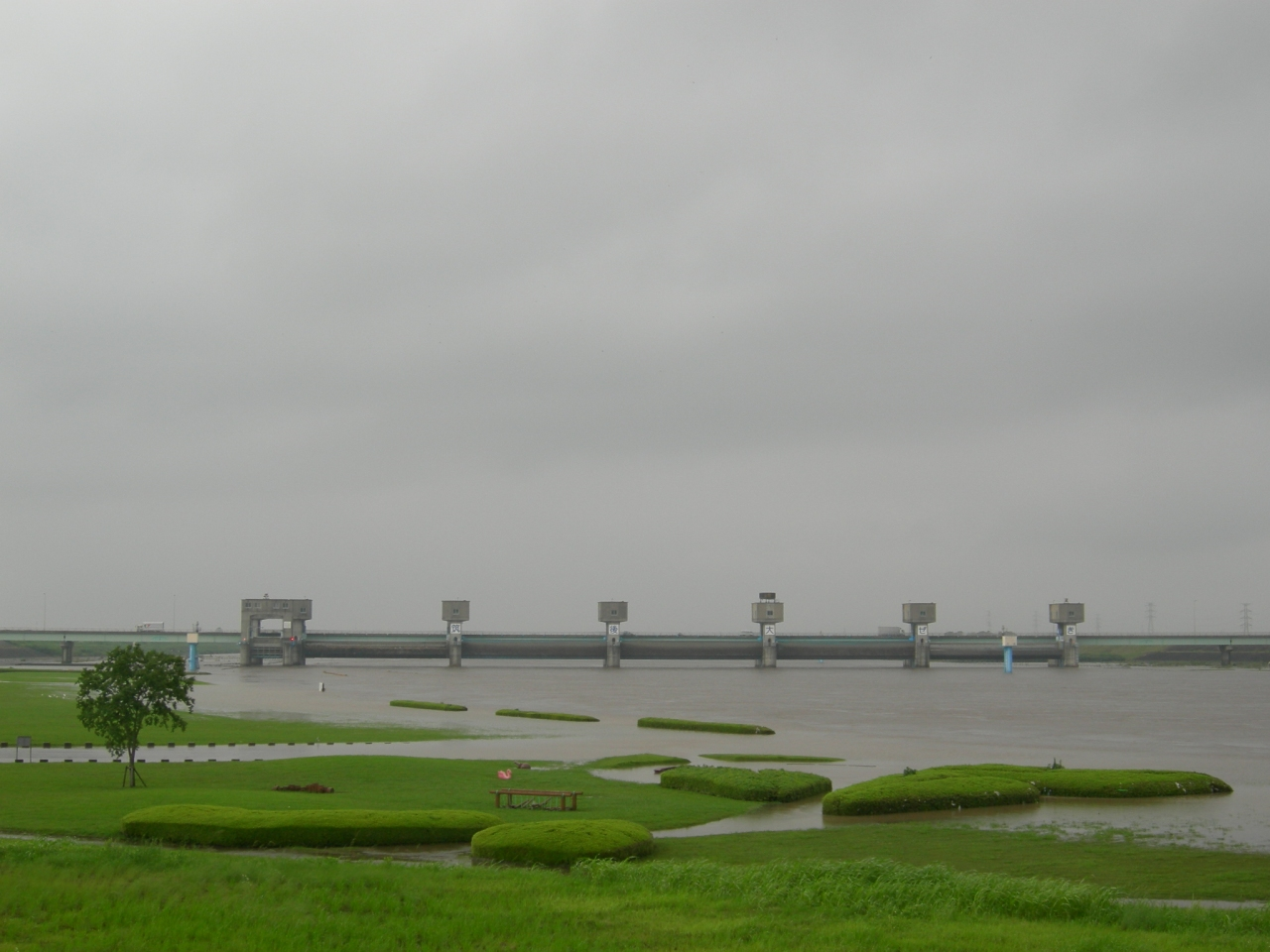
筑後大堰（福岡県久留米市）

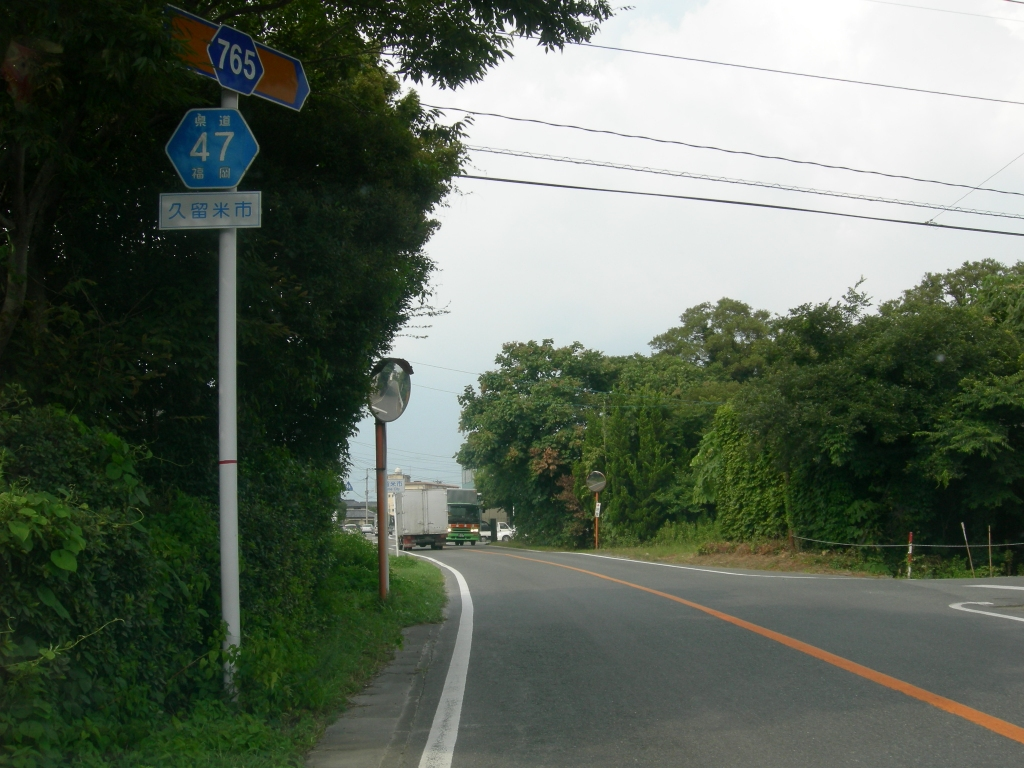
福岡県道47号久留米城島大川線（福岡県久留米市城島町・福岡県大川市境付近）

### 通過する自治体
- 久留米市
- 大川市

### 交差する道路
| 交差する道路                                                                                                | 市町村名 | 交差する場所 | 交差する場所            |
| --- | -------- | ------------ | ----------------------- |
| 国道264号                                                                                                   | 久留米市 | 大石町       | 豆津橋東詰交差点 / 起点 |
| 福岡県道・佐賀県道144号中津天建寺武島線                                                                     | 久留米市 | 安武町武島   |                         |
| 福岡県道754号武島白口線 重複区間起点                                                                        | 久留米市 | 安武町武島   |                         |
| 福岡県道754号武島白口線 重複区間終点                                                                        | 久留米市 | 安武町武島   | 安武小学校前交差点      |
| 佐賀県道・福岡県道138号西島筑邦線                                                                           | 久留米市 | 安武町住吉   |                         |
| 福岡県道710号宮本大川線 重複区間起点 福岡県道756号中津白口線 重複区間起点                                   | 久留米市 | 大善寺町藤吉 | 若宮橋交差点            |
| 佐賀県道・福岡県道146号坂口藤吉線 福岡県道710号宮本大川線 重複区間終点 福岡県道756号中津白口線 重複区間終点 | 久留米市 | 大善寺町藤吉 | 大善寺橋交差点          |
| 佐賀県道・福岡県道133号坊所城島線                                                                           | 久留米市 | 城島町浜     | 下田大橋南交差点        |
| 佐賀県道・福岡県道15号佐賀八女線                                                                            | 久留米市 | 城島町城島   | 六五郎橋東交差点        |
| 福岡県道701号城島三潴線                                                                                     | 久留米市 | 城島町江島   |                         |
| 福岡県道711号江島筑後線                                                                                     | 久留米市 | 城島町江島   |                         |
| 国道385号                                                                                                   | 久留米市 | 城島町青木島 | 青木中津大橋南交差点    |
| 福岡県道765号鐘ヶ江酒見間線                                                                                 | 大川市   | 大字鐘ヶ江   |                         |
| 佐賀県道・福岡県道20号佐賀大川線 福岡県道99号大川大木線                                                     | 大川市   | 大字鐘ヶ江   | 鐘ヶ江大橋交差点        |
| 国道208号 福岡県道767号本町新田大川線                                                                       | 大川市   | 大字向島     | 大川橋交差点 / 終点     |

### 沿線
- 筑後川
- 久留米市鉄工団地
- リバーサイドパーク
- 久留米市立安武小学校
- 筑後川筑後大堰
- 城島町ふれあいセンター
- 鐘ヶ江郵便局
- 大川市建具工業団地
- 大川家具工業団地
- 西鉄バス久留米・大川支社